# Conclave de 1846
El conclave de 1846 va ser convocat després de la mort del Papa Gregori XVI, que va tenir lloc a Roma l'1 de juny d'aquell any. Es va celebrar, per darrera vegada, al palau del Quirinal entre el 14 i el 16 de juny, i, després de quatre votacions, va ser triat papa el cardenal Giovanni Maria Mastai Ferretti, bisbe d'Imola que va prendre el nom de Pius IX. L'elecció va ser anunciada pel cardenal protodiaca Tommaso Riario Sforza.

## La mort de Gregori XVI
A partir del 20 de maig de 1846 la salut del Papa es va deteriorar sobtadament i un violent atac d'erisipela el va portar a prop del final el dia 31 de maig. En el matí de l'1 de juny, va rebre l'extremunció de mans del Pare Agostino Proja, el seu sots-sagristà, mentre que el Cardenal Patrizi, Vicari de Roma, va ordenar la recitació habitual d'oracions en totes les esglésies de la ciutat: «El Papa va començar ahir a deteriorar-se molt fortament, carregant-se-li el pit, i el col·lapse va anar creixent precipitadament durant la nit precipitadament, així que aquest matí a les 9,15 van passar a l'altra vida.»
Immediatament després de la mort de Gregori XVI, el cardenal camarlenc, Tommaso Riario Sforza va ser informat i va entrar a l'habitació on jeia el cos del Pontífex; va recitar el De Profundis i va fer consignar l'anell del pescador pel mestre de cambra, va ordenar que toqués la gran campana del Campidoglio de manera que el poble de Roma sabés que la Seu apostòlica es trobava vacant.
A la nit de l'1 de juny, el cardenal Micara, degà del Sacre Col·legi, va presidir una reunió amb els cardenals presents a Roma. En el matí del dia 2 el cos del papa, eviscerat i embalsamat, va ser portat a la Capella Sixtina, mentre la praecordia va ser transportada en una solemne processó a l'església dels Sants Vicent i Anastasi, i enterrada a la cripta. El 4 de juny es va dur a terme la primera congregació general de cardenals al palau apostòlic, on es van llegir les constitucions emeses per Gregori XVI en relació amb els procediments del conclave.

## Els cardenals electors
El Col·legi Cardenalici, la mort de Gregori XVI, estava format de 62 cardenals, més 6 in pectore que mai no van ser proclamats. D'aquests 62, dos cardenals havien estat nomenats pel Papa Pius VII, 7 per Lleó XII i els altres 53 per Gregori XVI.
Dels 62 cardenals només 8 eren estrangers, que són: Schwarzenberg, arquebisbe de Salzburg, Gaisruck de Milà (en aquells temps ciutat imperial), De Bonald de Lió, Bernet d'Aix, Cienfuegos de Sevilla, Carvalho de Lisboa, Sterckx de Malines i De La Tour d'Auvergne, bisbe d'Arras.
Cap d'ells va participar en el conclave.
Els altres 54 eren tots italians, dels quals 50 van participar en l'elecció: faltaren els cardenals els cardenals Villadicani arquebisbe de Messina, Giacomo Monico, Patriarca de Venècia, Ignazio Cadolini, arquebisbe de Ferrara i Placido Maria Tadini, arquebisbe de Gènova.
A més de la manca de cardenals estrangers cal recordar que en una data tan recent com 1846, les grans ciutats com Viena, Florència, París, Madrid o Múnic no tenien cap representant al col·legi de cardenals. Dels 54 italians la majoria provenien dels Estats Pontificis, i de centres provincials modests com Imola, Jesi, Osimo, Senigallia, Montepulciano i Fermo. A més, 5 cardenals tenien funcions de governadors (els legati) a Bolonya, Ferrara, Forlì, Ravenna i Urbino. També havien cardenals que havien rebut el títol, tot i que només eren sacerdots, com Tommaso Bernetti.

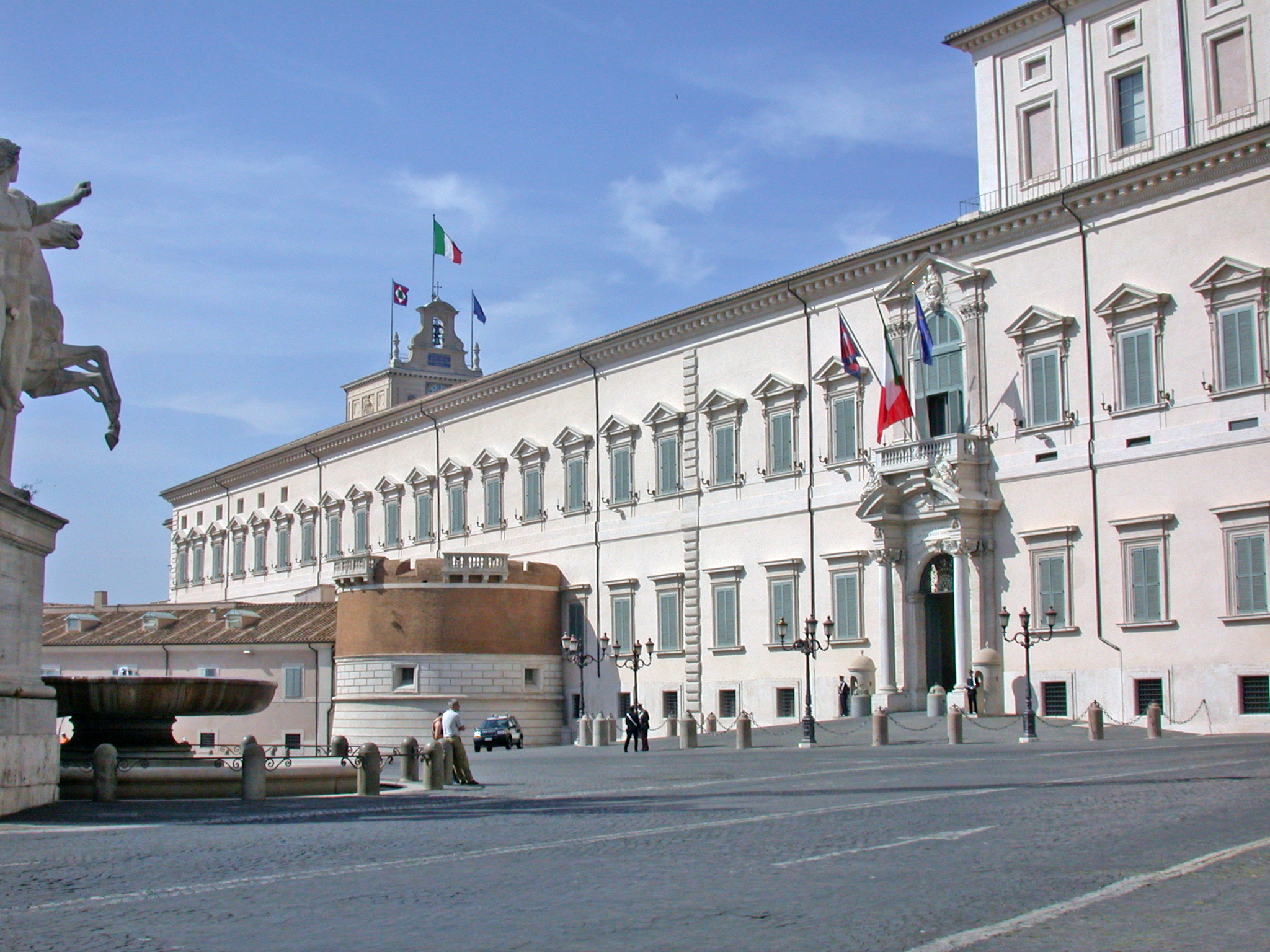
El Palazzo del Quirinale, que el 1846 va ser per darrera vegada seu d'un conclave abans de la caiguda dels Estats Pontificis

## El reglament
El conclave encara estava reglat, en les seves directives principals, per les normes emeses per Concili del Laterà III de 1179 (que va establir la regla dels 2/3 dels cardenals presents), la butlla Cum Tam Divino de Juli II de 1506 (per la que feia anul·lar qualsevol elecció simoníaca), i altres característiques establertes per Pau V i Gregori XV.
Especialment existia l'anomenada "regla d'accés" (en llatí accessus). Es tractava d'un procés electoral complicat que incloia, després de la primera votació de cada sessió, una nova votació, anomenada accessus, on els votants podien negar el seu vot ja donat i assignar-ho a qualsevol dels candidats que haguessin rebut almenys un vot vàlid, utilitzant la fórmula «Accedo domino cardinali ...» («M'acosto al senyor cardenal ...»), o bé confirmava el seu vot ja donat amb la fórmula «Accedo nemini» («No m'acosto a ningú»). Aquest procediment, que prèviament es feia per via oral, des del 1621, per disposició de Gregori XV mitjançant la butlla Aeterni Patris, era executat per escrit i sub secreto.
La presència de 50 cardenals en el conclave significava, per a l'elecció ordinària del nou Papa, una majoria d'almenys 34 vots.

## Cardenals participants
- : Lodovico Micara
- : Vincenzo Macchi
- : Tommaso Riario Sforza, Camarlenc
- : Pietro Ostini
- : Costantino Patrizi Naro, Cardenal vicari
- : Luigi Lambruschini
- : Mario Mattei
- : Castruccio Castracane degli Antelminelli
- : Carlo Oppizzoni, arquebisbe de Bolonya, Cardenal protoprevere
- : Giacomo Filippo Fransoni
- : Benedetto Colonna Barberini di Sciarra
- : Francesco Serra
- : Ugo Pietro Spinola
- : Giacomo Luigi Brignole
- : Paolo Polidori
- : Giuseppe Alberghini
- : Ambrogio Bianchi
- : Gabriele Sermattei della Genga
- : Luigi Amat di San Filippo e Sorso
- : Angelo Mai
- : Chiarissimo Falconieri Mellini, arquebisbe de Ravenna
- : Giovanni Soglia
- : Antonio Francesco Orioli
- : Giuseppe Mezzofanti
- : Antonio Tosti
- : Filippo De Angelis
- : Gabriele Ferretti
- : Charles Januarius Acton
- : Ferdinando Maria Pignatelli
- : Giovanni Maria Mastai-Ferretti, arquebisbe d'Imola, escollit papa amb el nom de Pius IX
- : Gaspare Bernardo Pianetti
- : Luigi Vannicelli Casoni
- : Tommaso Pasquale Gizzi
- : Lodovico Altieri
- : Cosimo Corsi
- : Antonio Maria Cadolini
- : Antonio Maria Cagiano
- : Niccola Paracciani Clarelli
- : Fabio Maria Asquini
- : Domenico Carafa della Spina, arquebisbe de Benevent
- : Giacomo Piccolomini
- : Sisto Riario Sforza, arquebisbe de Nàpols
- : Lorenzo Simonetti
- : Tommaso Bernetti, Vicecanceller de la Santa Església Romana
- : Ludovico Gazzoli
- : Adriano Fieschi
- : Luigi Ciacchi
- : Giuseppe Ugolini
- : Francesco Saverio Massimo
- : Giovanni Serafini

## Cardenals absents
- : Gaisruck, arquebisbe de Milà
- : Giacomo Monico, Patriarca de Venècia
- : Francisco Javier de Cienfuegos y Jovellanos, arquebisbe de Sevilla
- : Placido Maria Tadini, arquebisbe de Gènova
- : Engelbert Sterckx, arquebisbe de Malines
- : Hugues-Robert-Jean-Charles de la Tour d'Auvergne, bisbe d'Arras
- : Louis-Jacques-Maurice de Bonald, arquebisbe de Lió
- : Friedrich Johann Jacob Celestin von Schwarzenburg, arquebisbe de Salzburg
- : Francesco di Paola Villadicani, arquebisbe de Messina
- : Ignazio Giovanni Cadolini, arquebisbe de Ferrara
- Guilherme Henriques de Carvalho, Patriarca de Lisboa,
- : Joseph Bernet, arquebisbe d'Aix

## Realització
Per evitar possibles disturbis, Gregori XVI havia emès diverses ocasions noves regles per al conclave. El document final, que derogà els anteriors, va ser la butlla Ad supremam de l'1 de novembre de 1844. En ella papa Gregori va declarar que:
- Si el Papa moria a la Cúria, els cardenals presents en aquell moment, si s'estimés necessari, poguessin procedir immediatament a l'elecció del nou papa sense esperar que els seus col·legues distants, subjecte a la regla dels 2/3 dels presents.
- Si el Papa moria fora de Roma, però, el dret d'elecció pertanyia als cardenals que estaven presents en majoria relativa en qualsevol lloc.

Els cardenals presents a Roma van decidir, el matí del 2 de juny que no hi havia raons de perill imminent i que, per tant, que seguirien el procediment habitual, i s'esperaria l'arribada dels seus col·legues abans de començar el conclave.
El Col·legi de Cardenals es va dividir en dues faccions. Els conservadors volien una continuació de l'absolutisme del Govern papal en els Estats Pontificis i proposaven el cardenal Luigi Lambruschini, secretari d'Estat, mentre que els liberals volien algunes reformes moderades i van donar suport al cardinal Tommaso Pasquale Gizzi, llegat de Forli, i a Giovanni Maria Mastai Ferretti. A la tarda del 14 de juny, els cardenals es van reunir al Palau del Quirinal, on, per última vegada en la història, es va realitzar el conclave: en processó des de l'església de Sant Silvestre al Quirinal va arribar l'anomenada màniga llarga del palau. En el matí del 15 de juny, després que la reflexió inicial del cardenal Vincenzo Macchi, van començar votació. En total en van ser quatre, dues el 15 i dues més el 16 de juny.
Lambruschini va rebre la majoria de vots en la primera votació, però no va aconseguir assolir la majoria necessària de dos terços per a l'elecció al papat. En la tarda del 15 de votació Lambruschini va perdre alguns vots i es va situar en 13, mentre que Mastai Ferretti, amb el suport de les bandes dels progressistes moderats va pujar a 17. Durant la votació del matí del 16, Lambruschini encara va recular més, assolint només 11 vots, mentre que els vots per Mastai Ferretti van tenir una forta pujada que el va portar a 27, a causa de l'alt nombre d'accessus. A la tarda, després de la quarta votació, Lambruschini va perdre una altra votació, mentre que Mastai Ferretti va rebre 36 vots, aconseguint el quòrum de 2/3 i resultant així canònicament elegit, gràcies als vots decisius de 9 accessus. A causa de l'hora tardana, els cardenals van decidir ajornar l'anunci oficial de l'elecció del nou papa, però a la ciutat es rumorejava que havia estat elegit cardenal Gizzi: els seus domèstics, d'acord amb el costum de l'època, es van encendre totes les robes de cardenal, causant-li per tant danys considerables, i fins i tot un missatger va ser enviat a anunciar la notícia a Ceccano, en frosinate, la seva ciutat natal.
Només en el matí del 17 de juny, el cardenal protodiaca Tommaso Riario Sforza va anunciar el nom del nou Papa, que va triar el nom de Píus en memòria del seu predecessor en el càrrec d'Imola (Pius VII).
La coronació solemne va tenir lloc el 21 de juny.

## Les votacions

Escut de Pius IX

Només s'indiquen els cardenals que van rebre una quantitat considerable de vots.

### Matí del 15 de juny, primer escrutini
| Cardenals                      | Vots directes | Accessus | Totals |
| ------------------------------ | ------------- | -------- | ------ |
| Luigi Lambruschini             | 9             | 6        | 15     |
| Giovanni Maria Mastai Ferretti | 8             | 5        | 13     |
| Chiarissimo Falconieri Mellini | 4             | 1        | 5      |
| Costantino Patrizi Naro        | 3             | 1        | 4      |
| Filippo de Angelis             | 3             | 1        | 4      |
| Vincenzo Macchi                | 3             | 0        | 3      |

### Vespre del 15 de juny, segon escrutini
| Cardenals                      | Vots directes | Accessus | Totals |
| ------------------------------ | ------------- | -------- | ------ |
| Giovanni Maria Mastai Ferretti | 12            | 5        | 17     |
| Luigi Lambruschini             | 8             | 5        | 13     |
| Chiarissimo Falconieri Mellini | 4             | 0        | 4      |
| Costantino Patrizi Naro        | 3             | 1        | 4      |
| Vincenzo Macchi                | 3             | 1        | 4      |
| Filippo de Angelis             | 4             | 0        | 4      |

### Matí del 16 de juny, tercer escrutini
| Cardenals                      | Vots directes | Accessus | Totals |
| ------------------------------ | ------------- | -------- | ------ |
| Giovanni Maria Mastai Ferretti | 18            | 9        | 27     |
| Luigi Lambruschini             | 7             | 4        | 11     |
| Chiarissimo Falconieri Mellini | 5             | 2        | 7      |
| Filippo de Angelis             | 3             | 2        | 5      |
| Vincenzo Macchi                | 3             | 1        | 4      |
| Costantino Patrizi Naro        | 2             | 1        | 3      |

### Vespre del 16 de juny, quart escrutini
| Cardenals                      | Vots directes | Accessus | Totals      |
| ------------------------------ | ------------- | -------- | ----------- |
| Giovanni Maria Mastai Ferretti | 27            | 9        | 36 (electe) |
| Luigi Lambruschini             | 8             | 2        | 10          |
| Filippo de Angelis             | 4             | 2        | 6           |
| Chiarissimo Falconieri Mellini | 3             | 1        | 4           |
| Costantino Patrizi Naro        | 1             | 2        | 3           |
| Vincenzo Macchi                | 2             | 0        | 2           |

## La manca de veto
L'emperador Ferran I d'Àustria, valent-se de l'antic ius exclusivae, havia instruït al cardenal de la corona Karl Kajetan von Gaisruck, arquebisbe de Milà (llavors part de l'Imperi dels Habsburg) per posar dos vetos, respectivament, contra els cardenals Tommaso Bernetti i Giovanni Maria Mastai Ferretti, però Gaisruck va arribar tard a Roma tard per portar el segon.